# Mentuhotep II
Nebhotepre Mentuhotep II (cai trị: 2046 TCN - 1995 TCN) là vị pharaon đã sáng lập ra Vương triều thứ 11 thuộc Ai Cập cổ đại, vương triều đầu tiên của thời Trung Vương quốc. Ông đã cai trị 51 năm và vào năm thứ 39 dưới vương triều của mình, ông đã thống nhất hoàn toàn Ai Cập, kết thúc Thời kì Chuyển tiếp thứ Nhất.

## Gia đình

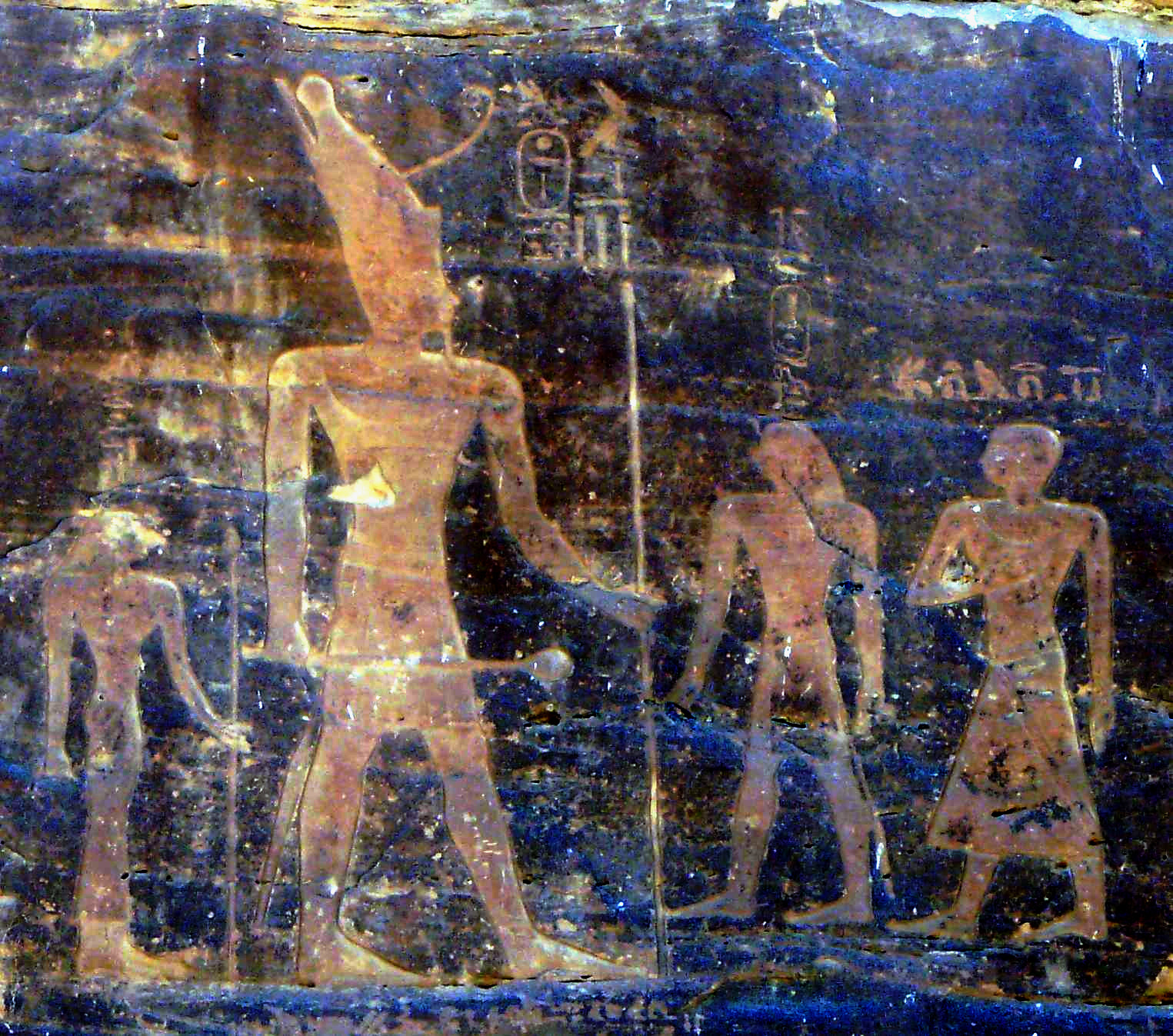
Silsileh rock carving depicting a giant king Mentuhotep II, on the right Intef III and the treasurer Kheti and, on the left, queen Iah.

Mentuhotep II là con trai của vua Intef III với vợ là Iah, có thể là em gái của ông ta. Dòng dõi này được chứng minh bằng tấm bia của Henenu (Cairo 36.346), một quan chức phục vụ dưới thời Intef II, Intef III và con trai của ông ta, trong đó tấm bia xác định Horus s-ankh- [ib-t3wy], là tên Horus đầu tiên của Mentuhotep II. Về phía Iah, bà đã mang danh hiệu MWt-nswt, "Mẹ của đức vua". Phụ mẫu của Mentuhotep II cũng gián tiếp được xác nhận bởi một phù điêu tại Shatt er-Rigal. Nhiều người vợ của Mentuhotep II đã được chôn cất cùng với ông hoặc gần đền thờ tang lễ của ông:
- Tem (tm), người có thể là chính cung của Mentuhotep II bởi vì bà mang tước hiệu HMT-nswt "vợ của đức vua", HMT-nswt mryt.f "vợ của đức vua, tình yêu của ngài" và wrt-Hts-nbwi. bà đa sinh cho vua Mentuhotep II hai người con, một trong số đó chắc chắn là vua Mentuhotep III bởi vì Tem cũng còn được gọi là MWt-nswt, "Mẹ của đức vua" và MWt-nswt-bitj," mẹ của hai vị vua ". Rõ ràng là bà đã qua đời sau chồng mình và được con trai mình an táng trong ngôi đền thờ Mentuhotep.[9] Ngôi mộ của bà được phát hiện vào năm 1859 bởi ngài Duffering và được khai quật hoàn toàn vào năm 1968 bởi D. Arnold.[10]

- Neferu II ("Xinh đẹp") cũng được gọi là "vợ của đức vua" và HMT-nswt-mryt.f, "vợ của đức vua, tình yêu của ngài". Bà có thể là chị gái của Mentuhotep II bởi vì bà còn mang tước hiệu s3t-nswt-smswt-n-kht.f, "Con gái đầu của nhà vua", irjt-p3t, "công chúa cha truyền con nối" và hmwt-nbwt, "người tình của tất cả phụ nữ ". Bà được chôn cất trong ngôi mộ TT319 ở Deir el-Bahri.
- Kawit (k3wj.t) là một trong những thứ phi của Mentuhotep II. Bà có các danh hiệu như HMT-nswt mryt.f "Vợ của đức vua, người tình của ngài" và khkrt-nswt. Bà là một "Nữ tư tế của Hathor". Đã có giả thuyết cho rằng bà là người Nubia.[11][12]
- Sadeh, Ashayet, Henhenet và Kemsit cả bốn người đều thứ phi của Mentuhotep II. Họ đều mang danh hiệu HMT-nswt mryt.f, "vợ của đức vua, người tình của ngài" và khkrt-nswt-w3tit. Họ là những nữ tư tế của thần Hathor và là người Nubia[13]
- Mayet, một bé gái năm tuổi được chôn cùng với 5 bà thứ phi trên của Mentuhotep II. Không rõ liệu đó có thể là một trong những người vợ của Mentuhotep hoặc một trong những người con của ông.

## Cai trị
Mentuhotep II được coi như là vị vua đầu tiên thuộc thời kỳ Trung Vương quốc của Ai Cập. Cuộn giấy cói Turin ghi lại rằng triều đại của ông kéo dài trong 51 năm.

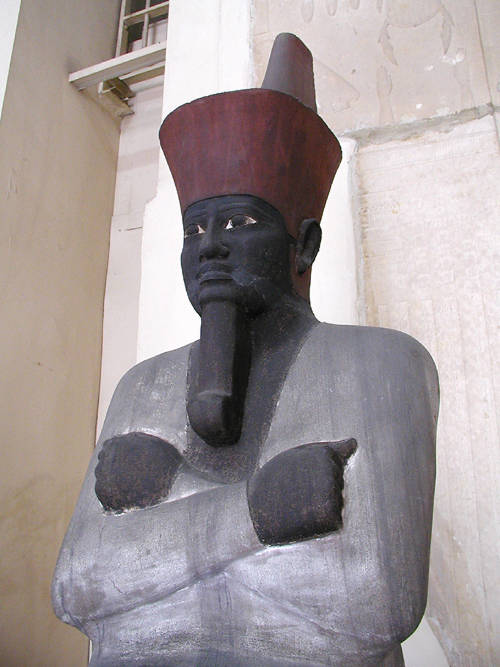
Bức tượng ngồi bằng đá sa thạch được sơn màu của Nebhepetre Mentuhotep II, bảo tàng Ai Cập, Cairo.

### Đầu vương triều
Khi ông lên ngôi vua Thebes, Mentuhotep II đã được thừa hưởng một lãnh thổ rộng lớn vốn được những vị vua tiền chinh phục kéo dài từ thác nước thứ nhất ở phía Nam cho tới Abydos và Tjebu ở phía bắc. Mười bốn năm đầu tiên của Mentuhotep II dường như đã trôi qua một cách hòa bình ở khu vực Theban bởi vì dường như không có dấu vết nào còn sót lại về các cuộc xung đột chắc chắn mà niên đại xác định vào thời kỳ đó. Trong thực tế, với việc có rất hiếm bằng chứng về những năm đầu vương triều của Mentuhotep của thể cho thấy rằng ông đã lên ngôi khi còn trẻ, một giả thuyết phù hợp với thời gian trị vì lâu dài tới 51 năm của ông.

### Thống nhất Ai Cập
Vào năm thứ 14 dưới vương triều của ông, một cuộc nổi loạn đã xảy ra ở phía bắc. Cuộc nổi loạn này là có thể có liên hệ với cuộc chiến tranh đang diễn ra giữa Mentuhotep II có căn cứ tại Thebes và vương triều thứ 10 đối thủ với căn cứ ở Herakleopolis vốn đe dọa xâm lược Thượng Ai Cập. Năm thứ 14 của vương triều Mentuhotep còn thực sự được gọi là Năm tội ác của Thinis. Điều này chắc chắn đề cập đến việc các vị vua Herakleopolis tiến hành cuộc chinh phục vùng đất Thinite, và họ dường như đã xúc phạm các nghĩa địa hoàng gia cổ đại thiêng liêng của Abydos trong quá trình này. Mentuhotep II sau đó đã phái quân đội của ông tiến về phía bắc. Ngôi mộ nổi tiếng của các chiến binh tại Deir el-Bahari được phát hiện vào những năm 1920, có chứa thi thể 60 binh sĩ tử trận trong trận chiến, tấm vải liệm của họ dấu triện của Mentuhotep II. Do nằm gần với những ngôi mộ hoàng gia Thebes, ngôi mộ của các chiến binh này được cho là của những anh hùng đã hy sinh trong các cuộc chiến giữa Mentuhotep II và kẻ thù của ông ở phía bắc.Merykara, vị vua của Hạ Ai Cập vầo thời gian có thể cũng đã tử trận trên chiến trường, điều đó tiếp tục làm suy yếu vương quốc của ông ta và tạo cơ hội cho Mentuhotep thống nhất Ai Cập.
Thời gian chính xác diễn ra quá trình thống nhất thì không được biết rõ, nhưng nó được giả định là đã xảy ra trong khoảng thời gian trước năm 39 của vương triều của ông Thật vậy, bằng chứng cho thấy rằng quá trình này diễn ra khá lâu, có thể do tình trạng mất an ninh chung của đất nước vào thời điểm đó: dân thường được chôn cất cùng với vũ khí, các tấm bia mộ của tầng lớp quan lại cho thấy họ cầm vũ khí thay cho những biểu tượng bình thường và tới tận khi vị vua kế vị Mentuhotep II phái một đoàn viên chinh tới xứ Punt khoảng 20 năm sau khi đất nước thống nhất, họ vẫn phải dập tắt cuộc nổi dậy ở Wadi Hammamat.

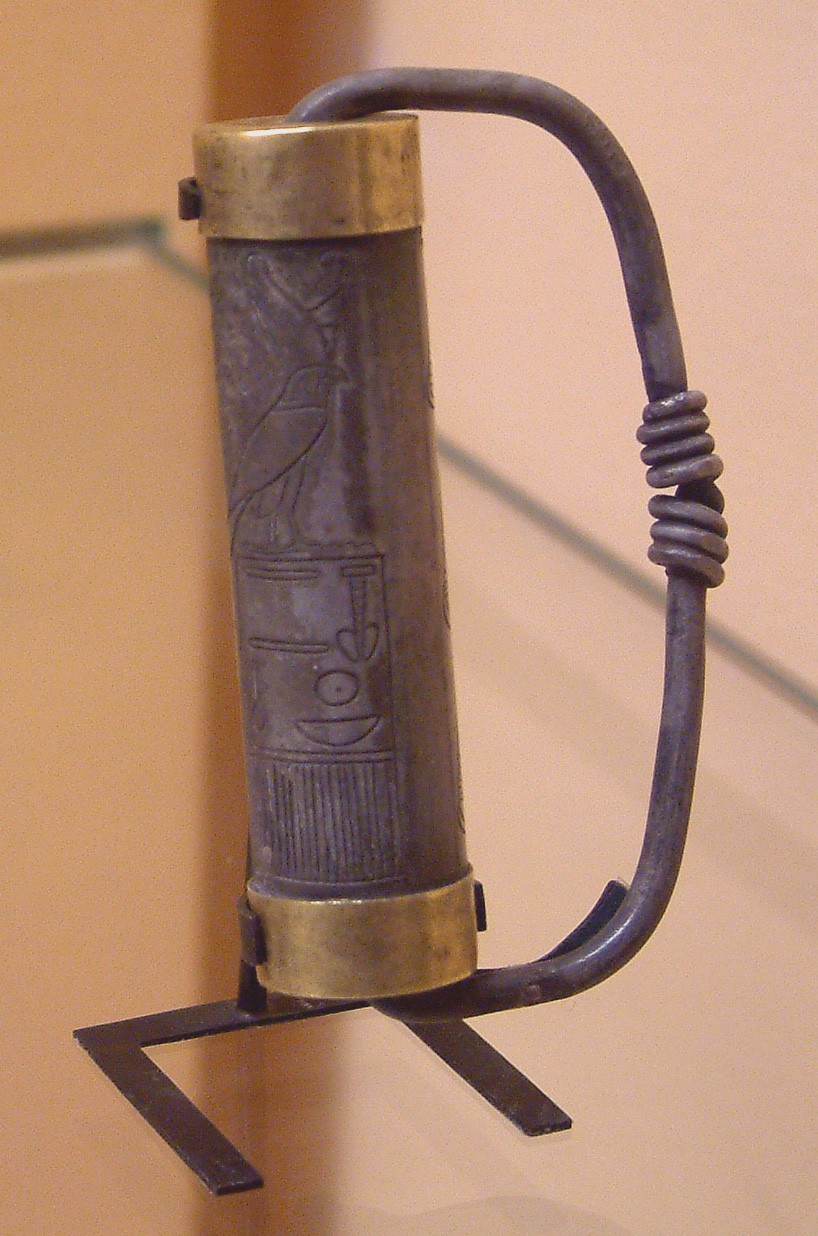
Con dấu trụ lăn của Mentuhotep II, Musée du Louvre.

Sau khi thống nhất đất nước, Mentuhotep II đã được các thần dân của mình ca tụng là một vị thần hoặc bán thần. Điều này vẫn tiếp tục cho tới cuối vương triều thứ 12 khoảng 200 năm sau đó: Senusret III và Amenemhat III dựng lên tấm bia tưởng niệm mở đầu nghi lễ mở miệng trên bức tượng Mentuhotep II

### Các chiến dịch quân sự bên ngoài Ai Cập
Mentuhotep II đã phát động các chiến dịch quân sự dưới sự chỉ huy bởi viên tể tướng của ông Khety vào những năm 29 và 31 về phía nam nhằm vào Nubia, vùng đất vốn đã giành được độc lập trong thời kỳ hỗn loạn đầu tiên. Điều này dẫn đến sự xuất hiện lần đầu tiên của thuật ngữ Kush dành cho Nubia trong các ghi chép của Ai Cập. Đặc biệt, Mentuhotep đã phái một đơn vị đồn trú tới pháo đài trên đảo Elephantine để quân đội có thể nhanh chóng được triển khai về phía Nam. Ngoài ra còn có bằng chứng về hành động quân sự chống lại người Canaan. Nhà vua đã tổ chức lại đất nước và đặt một tể tướng vào vị trí đứng đầu chính quyền. Các vị Tể tướng dưới vương triều của ông là Bebi và Dagi. Quan coi quốc khố của ông là Khety, người đã tham gia vào tổ chức lễ hội sed cho nhà vua. Các quan chức quan trọng khác là quan coi quốc khố Meketre và quan giữ ấn Meru. Tướng quân của ông là Intef.

### Tổ chức chính quyền
Trong suốt thời kì hỗn loạn đầu tiên cho tới tận vương triều Mentuhotep II, các lãnh chúa (nomarch) nắm giữ nhiều quyền hành quan trọng trên khắp Ai Cập. Chức tước của họ đã trở thành cha truyền con nối dưới Vương triều thứ sáu của Ai Cập và với sự sụp đổ của chính quyền trung ương đã tạo điều kiện cho họ hoàn toàn nắm giữ đặc quyền đối với vùng đất của mình. Tuy nhiên, sau khi thống nhất Ai Cập, Mentuhotep II đã khởi xướng một chính sách trung ương tập quyền mạnh mẽ, củng cố chính quyền hoàng gia của mình bằng cách tạo ra các vị trí Thống đốc của Thượng Ai Cập và Hạ Ai Cập, nhằm để kiểm soát các lãnh chúa địa phương.

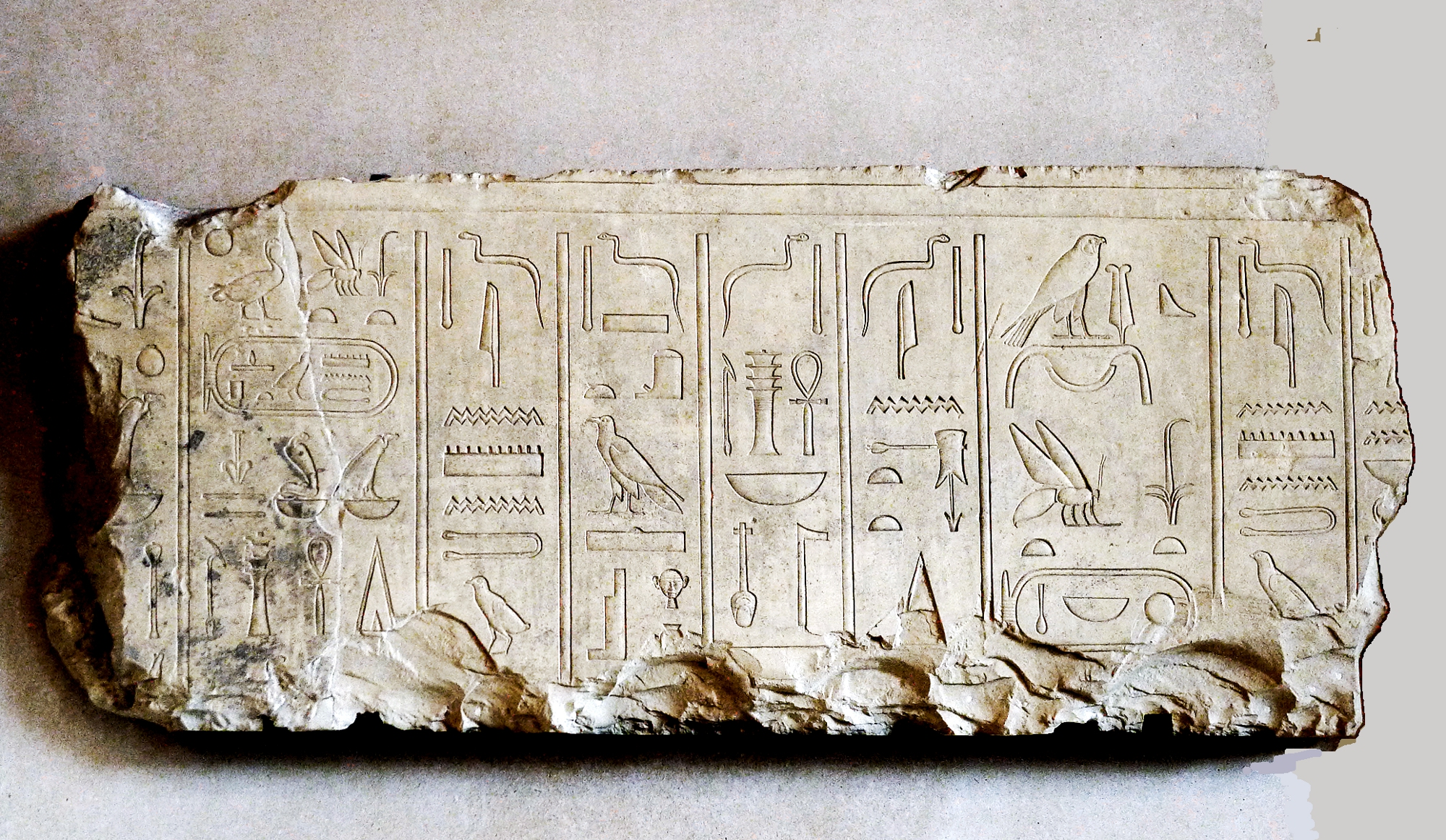
Tước hiệu thứ 3 của Mentuhotep đến từ ngôi đền Montu của ông tại Tod.

Mentuhotep cũng còn dựa vào một lực lượng các quan chức triều đình lưu động, nhằm kiểm soát hơn nữa những việc làm của các lãnh chúa..

### Tước hiệu
Kế hoạch tự thần thánh hóa bản thân của Mentuhotep II được thể hiện rõ ràng ở những ngôi đền mà ông đã xây, tại những nơi đó ông được miêu tả là đang đội khăn trùm đầu của Min và Amun. Nhưng có lẽ bằng chứng tốt nhất cho chính sách này đó là ba tước hiệu của ông: tên Horus thứ hai và tên Nebty là Vị thần của vương miện trắng trong khi ông còn được nhắc đến như là người con trai của Hathor vào giai đoạn cuối triều đại của mình.
Mentuhotep II đã thay đổi tước hiệu hai lần dưới triều đại của mình: lần đầu tiên là vào năm trị vì thứ 14, đánh dấu những thành công ban đầu trong chiến dịch chống lại Herakleopolis Magna ở phía bắc của ông. Lần thứ hai là vào hoặc ngay trước năm trị vì thứ 39, đánh dấu thắng lợi sau cùng của chiến dịch này, và sự thống nhất toàn bộ Ai Cập của ông. Một cách chính xác hơn, lần thay đổi thứ hai này có thể diễn ra vào lần diễn ra vào dịp lễ hội sed mà được tổ chức vào năm trị vì thứ 39 của ông.
| G5 |

| G5 |

| S29 | S34 | F34 · N16 · N16 |

| S29 | S34 | F34 · N16 · N16 |

| R8 | S2 |

| R8 | S2 |

| F36 | N16 · N16 |

| F36 | N16 · N16 |

| G16 |

| G16 |

| R8 | S2 |

| R8 | S2 |

| F36 | N16 · N16 |

| F36 | N16 · N16 |

| G8 |

| G8 |

| N29 · G5 · S12 | S9 |

| N29 · G5 · S12 | S9 |

| M23 · X1 | L2 · X1 |

| M23 · X1 | L2 · X1 |

| ra · nb | Aa5 |

| ra · nb | Aa5 |

| ra · nb | P8 |

| ra · nb | P8 |

| G39 · N5 |

| G39 · N5 |

| mn · n · T | w | Htp · t · p |

| mn · n · T | w | Htp · t · p |

| mn · n · T | w | Htp · t · p |

| mn · n · T | w | Htp · t · p |

| mn · n · T | w | Htp · t · p |

| mn · n · T | w | Htp · t · p |

Nói chung, các tước hiệu của Mentuhotep II thể hiện một ước muốn quay trở lại với những truyền thống của thời kỳ Cổ Vương quốc. Đặc biệt, ông đã thông qua năm tước hiệu đầy đủ sau khi ông thống nhất Ai Cập, dường như là lần đầu tiên từ thời vương triều thứ 6. Một bằng chứng khác cho thấy rằng Mentuhotep II đã dành nhiều sự quan tâm dành cho các truyền thống của thời kỳ Cổ Vương quốc đó là tên Nomen thứ hai của ông, đôi khi được tìm thấy là
|                      |    |     |             |          |           |
| \| \| \| \| \| \| \| |    |     |             |          |           |
|                      |    |     |             |          |           |
| O10                  | nb | O28 | n · t · O49 | G39 · Y5 | V13 · Htp |

| O10 | nb | O28 | n · t · O49 | G39 · Y5 | V13 · Htp |

|                      |    |     |             |          |           |
| \| \| \| \| \| \| \| |    |     |             |          |           |
|                      |    |     |             |          |           |
| O10                  | nb | O28 | n · t · O49 | G39 · Y5 | V13 · Htp |

| O10 | nb | O28 | n · t · O49 | G39 · Y5 | V13 · Htp |

"Người con trai của Hathor, công nương của Dendera, Mentuhotep"
Việc nhắc đến Hathor thay vì là Re là tương tự với tước hiệu của Pepi I. Cuối cùng, trong các danh sách vua sau này, Mentuhotep được nhắc tới cùng với một biến thể khác của tước hiệu thứ ba của ông
|          |    |
| \| \| \| |    |
|          |    |
| ra · nb  | P8 |

| ra · nb | P8 |

|          |    |
| \| \| \| |    |
|          |    |
| ra · nb  | P8 |

| ra · nb | P8 |

|                         |     |    |         |   |    |    |
| \| \| \| \| \| \| \| \| |     |    |         |   |    |    |
|                         |     |    |         |   |    |    |
| Y5 · n                  | U33 | Z7 | Htp · t | p | Z7 | G7 |

| Y5 · n | U33 | Z7 | Htp · t | p | Z7 | G7 |

|                         |     |    |         |   |    |    |
| \| \| \| \| \| \| \| \| |     |    |         |   |    |    |
|                         |     |    |         |   |    |    |
| Y5 · n                  | U33 | Z7 | Htp · t | p | Z7 | G7 |

| Y5 · n | U33 | Z7 | Htp · t | p | Z7 | G7 |

### Các công trình
Mentuhotep II đã ra lệnh xây dựng nhiều đền thờ mặc dù vậy chỉ có một vài trong số đó còn tồn tại tới ngày nay. Được bảo quản tốt nhất là một nhà nguyện tang lễ được phát hiện vào năm 2014 tại Abydos. Hầu hết các tàn tích của những ngôi đền khác cũng nằm tại Thượng Ai Cập, chính xác hơn là nằm tại Abydos, Aswan, Tod, Armant, Gebelein, Elkab, Karnak và Denderah. Khi làm như vậy, Mentuhotep đã tiếp nối một truyền thống được khởi đầu bởi ông nội của mình Intef II: các hoạt động xây dựng của hoàng gia tại các ngôi đền ở các vùng đất thuộc Thượng Ai Cập đã bắt đầu dưới thời Intef II và kéo dài suốt thời kỳ Trung Vương quốc.

## Ngôi đền tang lễ của Mentuhotep II

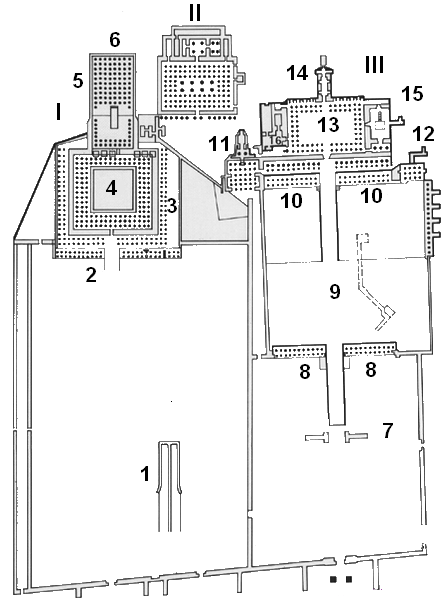
ngôi đền tang lễ I của Mentuhotep, 1) Bab el-Hosan cache, 2) Lower pillared halls, 3) Upper hall, 4) core building, maybe a pyramid and between 3) and 4) is the ambulatory, 5) Hypostyle Hall, 6) Sanctuary.

Dự án xây dựng tham vọng nhất và sáng tạo nhất của Mentuhotep II còn tồn tại là ngôi đền tang lễ lớn của ông. Những đổi mới về kiến trúc của ngôi đền đánh dấu một bước đột phá so với quần thể kim tự tháp truyền thống của thời kỳ Cổ Vương quốc và báo hiệu Ngôi đền Triệu Năm của Thời kỳ Tân Vương quốc. 
Như vậy, ngôi đền của Mentuhotep II chắc chắn là một nguồn cảm hứng chính cho các ngôi đền của Hatshepsut và Thutmose III gần 500 sau đó .
Tuy nhiên, những thay đổi có ảnh hưởng sâu sắc nhất của ngôi đền của Mentuhotep II lại không phải là kiến trúc mà là về tôn giáo. Đầu tiên, nó là ngôi đền tang lễ đầu tiên mà tại đó nhà vua không chỉ là người tiếp nhận lễ vật mà còn đóng vai trò nghi lễ thay cho các vị thần (trong trường hợp này là Amun-Ra).
Thứ hai, ngôi đền đồng nhất hóa nhà vua với thần Osiris, một vị thần địa phương của Thebes mà đã dần trở nên quan trọng từ vương triều thứ 11 trở đi. Quả thực, các trang trí và những bức tượng hoàng gia của ngôi đền nhấn mạnh đến khía cạnh là vị vua của người chết của thần Osiris, một ý thức hệ biểu hiện trong các bức tượng tang lễ của nhiều vị pharaon sau này.
Cuối cùng, hầu hết các trang trí của ngôi đền là tác phẩm của các nghệ sĩ ở địa phương của Thebes. Điều này được chứng minh bời phong cách nghệ thuật chủ đạo của ngôi đền mà miêu tả những người hầu với đôi môi và mắt to cùng với thân hình mảnh khảnh. Ngược lại, ngôi nhà nguyện tinh tế dành cho những người vợ của Mentuhotep II chắc chắn là do những người thợ thủ công của Memphis tạo nên, họ vốn chịu ảnh hưởng sâu đậm bởi các tiêu chuẩn và quy ước của thời kỳ Cổ Vương quốc. Hiện tượng phân mảnh về phong cách nghệ thuật này đã được quan sát xuyên suốt thời kỳ Chuyển tiếp thứ Nhất và là một hệ quả trực tiếp từ sự chia cắt về chính trị của đất nước.

### Vị trí
Ngôi đền này nằm ở vách đá tại Deir el-Bahri trên bờ tây của Thebes. Việc lựa chọn địa điểm này chắc chắn có liên quan tới nguồn gốc từ Thebes của vương triều thứ 11: các vị tiên vương ở Thebes của Mentuhotep đều được chôn cất trong các ngôi mộ saff nằm gần nhau. Hơn nữa, Mentuhotep có thể đã lựa chọn Deir el-Bahri bởi vì nó nằm thẳng hàng với ngôi đền Karnak, nằm phía bên bờ kia của sông Nile. Đặc biệt, bức tượng của thần Amun hàng năm đều được mang tới Deir el-Bahri trong Lễ Hội đẹp của Thung Lũng, một việc mà nhà vua có thể đã nhận thấy như là điều có lợi cho sự thờ cúng tang lễ này. Do đó, và cho tới tận khi Djeser-Djeseru được xây dựng khoảng 5 thế kỷ sau đó, ngôi đền của Mentuhotep II là đích đến cuối cùng cho chiếc thuyền ba buồm của Amun trong lễ hội này

### Phát hiện và khai quật
Vào giai đoạn đầu thế kỷ thứ 19, tàn tích của ngôi đền của Mentuhotep II đã hoàn toàn bị bao phủ bởi đá vụn. Do đó, họ đã không để ý đến nó cho tới tận nửa sau của thế kỷ, bất chấp các cuộc khai quật trên quy mô lớn được tiến hành ở ngôi đền Djeser-Djeseru gần đó của Hatshepsut.
Do đó mãi đến năm 1859, Huân tước Dufferin cùng các trợ lý của ông ta, tiến sĩ Lorange và Cyril C. Graham, đã bắt đầu khai quật góc tây nam căn phòng lớn nhiều cột của ngôi đền của Mentuhotep. Sau khi dọn sạch đống mảnh vụn khổng lồ, họ đã sớm phát hiện ra ngôi mộ bị cướp bóc của hoàng hậu Tem, một trong những người vợ của Mentuhotep. Nhận thức được tiềm năng của địa điểm này, họ sau đó đã tiến dần một cách từ từ đến khu vực điện thờ, tại đây họ đã tìm thấy bệ thờ bằng đá granite của Mentuhotep cùng với một hình vẽ của Amun-Re và thêm nhiều phát hiện khác chẳng hạn như là ngôi mộ của Neferu TT319. Sau cùng, vào năm 1898, Howard Carter đã phát hiện ra hố chôn giấu Bab el-Hosan  trong sân trước, tại đây ông ta đã phát hiện ra bức tượng ngồi màu đen nổi tiếng của nhà vua.

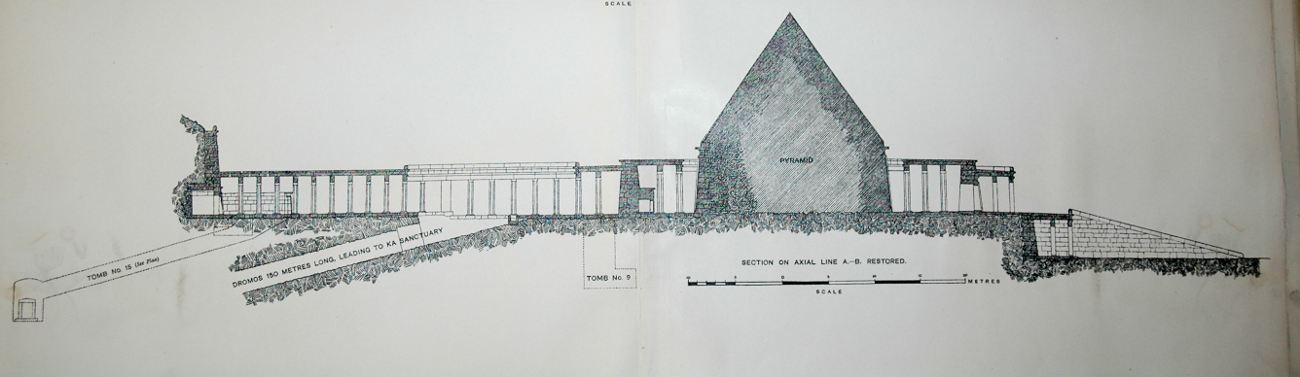
Mặt cắt ngang ngôi đền tang lễ của Mentuhotep II được vẽ bởi E. Naville

Các hoạt động khai quật quan trọng tiếp theo diễn ra từ năm 1903 tới năm 1907 dưới sự chỉ đạo của Henri Édouard Naville, người làm việc tại đây thay mặt Quỹ Thám Hiểm Ai Cập. Ông là người đầu tiên thực hiện việc khảo sát có hệ thống ngôi đền.
Khoảng 10 năm sau, trong khoảng thời gian từ năm 1920 tới 1931, Herbert E. Winlock đã tiếp tục khai quật ngôi đền cho bảo tàng Mỹ Thuật Metropolitan. Tuy nhiên, thành quả của ông chỉ được xuất bản dưới dạng các báo cáo sơ bộ theo kiểu tóm tắt. 
Cuối cùng, từ năm 1967 tới 1971, Dieter Arnold đã tiến hành nghiên cứu địa điểm này thay mặt cho Viện khảo cổ học Đức. Ông ta đã xuất bản thành quả của mình trong 3 tập.

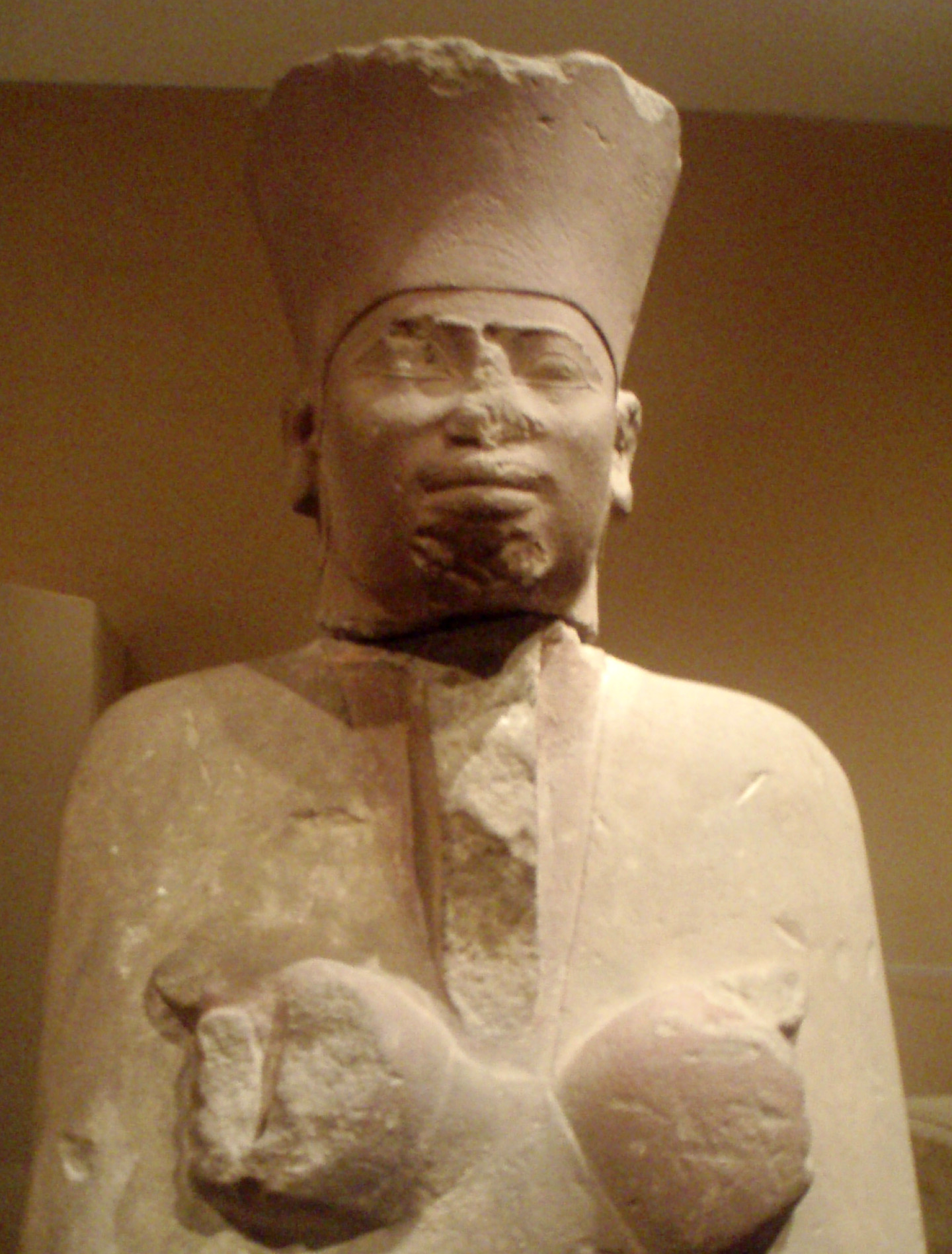
Bức tượng sơn màu bằng đá sa thạch của Mentuhotep II đội vương miện Deshret, bức tượng này được H. Winlock phát hiện.

### Lễ vật đặt móng
Dưới 4 góc nền đất của ngôi đền, H. Winlock đã phát hiện ra 4 hố trong các cuộc khai quật vào năm 1921–1922 của ông ta. Bốn hố này được đào trước khi xây dựng ngôi đền nhằm mục đích dành cho nghi thức đặt móng. Thật vậy, khi H. Winlock phát hiện ra chúng, chúng vẫn còn chứa nhiều lễ vật: một hộp sọ trâu bò, những chiếc bình và bát chứa đầy trái cây, lúa mạch và bánh mì và một viên gạch bùn có tên của Mentuhotep II.
Các cuộc khai quật khác những hố này được tiến hành vào năm 1970 bởi Dieter Arnold đã khám phá ra thêm nhiều lễ vật khác như là bánh mì và sườn bò, một số đồ vật bằng đồng, một quyền trượng bằng sứ và những khăn trải bằng vải. Những khăn trải này được đánh dấu bằng mực đỏ ở góc, bảy cái có tên của Mentuhotep II và ba cái có tên của Intef II.

### Kiến trúc

#### Con đường đắp cao và sân trong
Tương tự như quần thể tang lễ thời Cổ Vương quốc, quần thể tang lễ của Mentuhotep II bao gồm hai ngôi đền: ngôi đền chính Deir el-Bahri và một ngôi đền thung lũng nằm trên khu vực canh tác gần sông Nile. Ngôi đền thung lũng nối với ngôi đền chính bởi một con đường đắp cao không có mái dài 1.2 km và rộng 46 m. Con đường đắp cao dẫn tới một sân trong lớn ở phía trước ngôi đền Deir el-Bahri.
Sân trong này được trang trí bằng một luống hoa dài hình chữ nhật, với 55 cây sung dâu trồng trong các hố nhỏ và sáu cây liễu cùng hai cây sung dâu trồng trong các hố sâu chứa đầy đất. Đây là một trong số ít những khu vườn đền thờ của Ai Cập cổ đại được ghi chép về mặt khảo cổ học đủ để tái dựng lại diện mạo của nó. Để duy trì một ngôi đền như vậy cách sông Nile hơn 1 km qua một sa mạc khô cằn đòi hỏi cần nhiều người làm vườn làm việc không ngừng nghỉ và một hệ thống tưới tiêu phức tạp.

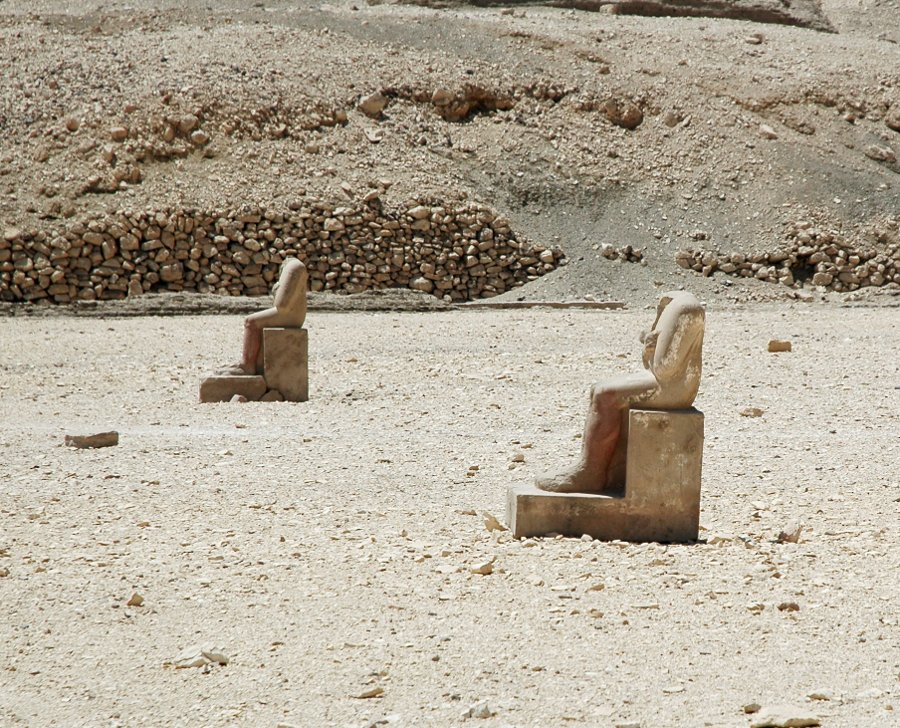
Các bức tượng ngồi của Mentuhotep II cạnh con đường đắp cao

Bên trái và phải của con đường rước lễ là ít nhất 22 bức tượng ngồi của Mentuhotep II, ở phía Nam là những bức tượng đội the vương miện trắng của Thượng Ai Cập và ở phía bắc là đội vương miện đỏ của Hạ Ai Cập. Chúng có thể đã được bổ sung thêm cho ngôi đền để kỷ niệm lễ hội Sed của Mentuhotep II vào năm trị vì thứ 39 của ông. Một số bức tượng không đầu bằng đá sa thạch vẫn còn ở địa điểm này ngày nay. Một bức tượng khác được phát hiện trong cuộc khai quật của Herbert Winlock vào năm 1921 và ngày nay được trưng bày tại bảo tàng Mỹ thuật Metropolitan.

### Mặt trước của ngôi đền
Phía Tây của con đường đắp cao là ngôi đền chính, nó bao gồm hai phần. Phần mặt trước của ngôi đền là được dành riêng cho Monthu-Ra, một sự hợp nhất của thần mặt trời Ra với vị thần chiến tranh của Thebes Monthu, được thờ cúng đặc biệt là dưới thời vương triều thứ 11. 
Một đoạn đường dốc nằm thẳng hàng với trục chính của ngôi đền dẫn lên tầng thượng phía trên. Đoạn đường dốc này mà có thể nhìn thấy được vào ngày nay đã được Édouard Naville xây dựng phía trên tàn tích của đoạn đường dốc ban đầu vào năm 1905, tàn tích cũ chỉ có thể nhìn thấy ở hai chỗ như là hai lớp thấp nhất của lớp vỏ đá vôi bao phủ mặt bên.
Ở phía đông phần mặt trước của ngôi đền, ở cả hai phia của đoạn đường dốc lên cao, bao gồm hai hành lang với một hàng cột kép hình chữ nhật, mà khiến cho ngôi đền trông giống một ngôi mộ saff, kiểu chôn cất truyền thống của các vị tiên vương thuộc vương triều thứ 11 của Mentuhotep II.